# Belisana nomis
Belisana nomis là một loài nhện trong họ Pholcidae. Loài này được phát hiện ở Malaysia và Singapore.